# Gephyrostegus
Gephyrostegus (лат.) — род вымерших рептилиоморф из семейства Gephyrostegidae, живших во времена верхнего карбона (311,45—306,95  млн лет назад) на территории современной Чехии. Небольшое животное общей длиной 22 см, ящерицеподобное в плане строения и, предположительно, ведущее сходный с ящерицами образ жизни. Большие глаза и большое количество мелких заострённых зубов, указывают, что гефиростег был активным охотником на насекомых. 
Первоначально был причислен к сеймуриаморфам. Филогенетическое положение точно не установлено, вместе с родами Bruktererpeton и Eusauropleura выделен в семейство Gephyrostegidae. Некоторые филогенетические исследования указывают на то, что род лишь отдалённо связан с амниотами, более отдалённо чем диадектоморфы, тонкопозвонковые и сеймуриаморфы.
Типовой вид Gephyrostegus bohemicus, типовой образец которого — череп и рассеянные элементы передней части посткраниального скелета. Другой известный образец — сочленённый посткраниальный скелет, у которого отсутствуют только хвост и несколько фаланг. Вид Gephyrostegus watsoni введён для образца меньшего размера, возможно, ювенильной формы, ранее считавшейся особью Diplovertebron punctatum. Кэрролл считал, что голотип Gephyrostegus watsoni — скелет незрелой особи Gephyrostegus bohemicus.
Кэрролл утверждает, что, в то время как скелет Gephyrostegus показывает некоторые приспособления для наземной жизни, он также сохранил некоторые черты, характерные для водных анамнийных тетрапод, такие как большой размер черепа и свободное крепление элементов позвонков. Это делает его в целом не настолько хорошо приспособленным к сухопутной среде, как амниоты. Согласно Кэрроллу, представители рода, вероятно, проводил большую часть взрослой жизни на суше, но можно предположить, что он сохранял водный образ размножения.